# Joseph Charignon
Pour les articles homonymes, voir Charignon.
Antoine Joseph Henri Charignon, né le 23 septembre 1872 à Châteaudouble et mort le 17 août 1930 à Pékin, est un ingénieur franco-chinois dont le nom chinois est Sha Hai'Ang (en chinois : 沙海昂).
Constructeur de chemin de fer mais également sinologue, historien et philosophe, il est particulièrement connu pour son ouvrage sur Marco Polo. Il était membre de la Société asiatique et de la Société de géographie de Paris.
À la suite de sa vie en Chine et de son accession à la nationalité chinoise, A. J. H. Charignon a adopté la prononciation chinoise de son nom Sha Hai’Ang, Sha (沙）nom propre avec pour sens « premier sable », pour CHA, hai (海) « mer », pour RI, ang (昂) verbe et substantif exprimant la hauteur, l'élévation, pour GNON. Son nom social est Linong, 利農, « Utile à l'agriculture ».

## Éléments biographiques

### Jeunesse et études
Antoine Joseph Henri Charignon est né le 23 septembre 1872 à Châteaudouble, Drôme en France. Il est le 2e fils d’une fratrie de 6 enfants composée de 5 garçons et une fille. Ses parents sont de modestes propriétaires-cultivateurs[réf. nécessaire].
Dans sa jeunesse, il fait ses études de classes préparatoires au lycée Saint-Louis à Paris et entre ensuite à l’École centrale des arts et manufactures de Paris comme ingénieur (promotion 1894) où il choisit la spécialité métallurgie. Il se présentera par la suite comme ingénieur civil, preuve de son adhésion à la Société des ingénieurs civils[source insuffisante].
Il étudie également à l’École des langues orientales et devient polyglotte. Son dossier militaire indiquait ainsi : « Parle et écrit couramment l’anglais, l’italien et le grec moderne, connaît le chinois, parle le turc »[réf. nécessaire].

### Ingénieur civil
Dès sa sortie de l’École centrale, Joseph Charignon quitte le luxe de la vie parisienne pour aller en Turquie, dans les montagnes d’Asie Mineure, en tant qu’ingénieur ferroviaire, où il participe pendant trois ans avec McLeod (Régie Vitali) à la construction de la ligne de chemin de fer Smyrne – Kässaba. Il développe ainsi son expérience dans la conception, la construction et la gestion de projets ferroviaires.
En 1898, à l’âge de 26 ans, Joseph Charignon, qui est alors embauché par la société française d’ingénierie Fives-Lille, est envoyé en Chine pour la construction du chemin de fer situé à la frontière du Yunnan, reliant Hanoï (Viêt Nam) à Yunnan-fou (actuellement Kunming).

Cette région, au relief particulièrement mouvementé, rend le travail d’ingénierie beaucoup plus complexe et difficile.

En tant que topographe chargé du relevé et de la planification du tracé des lignes, Charignon explore la région, campe à travers des forêts denses et s’implique beaucoup dans son travail. Systématiquement, il profite de ses temps libres pour découvrir avec intérêt les paysages et les coutumes des minorités ethniques en Chine. Il prend également plusieurs photos qui seront compilées et publiées dans l’ouvrage intitulé Ligne de Laokay à Yunnansen.
Plus tard, il prend part à la construction de la voie ferrée Zhengtai, de la ligne ferroviaire Beijing-Hankou. Il participe également à la construction des chemins de fer du Longhai sur la ligne Xiamen-Zhangzhou, toujours comme ingénieur[réf. nécessaire].
N’ayant peur ni du grand froid ni de la chaleur, Charignon traverse montagnes et rivières et parcourt plus de la moitié de la Chine, participant à de nombreuses autres opérations de génie civil et d’ingénierie ferroviaire. Il contribue ainsi à la constitution des fondations du réseau ferroviaire chinois actuel qui permet à la Chine de mettre facilement en relation toutes ses zones urbaines et rurales. Son activité de prospection et de relevés topographiques dans ces projets, permettant une planification optimale sur le plan des tracés et des coûts de construction des lignes, contribue de façon significative aux décisions de réalisation de constructions importantes, telles que de très grands ponts franchissant le fleuve Jaune sur la ligne Beijing-Hankou, ou encore le fameux pont en arbalétrier franchissant la vallée du haut Namti et permettant un nouveau tracé de la ligne LaoKay – Kunming. Ces contributions lui valent la reconnaissance du gouvernement Qing.

### Reconnaissance et obtention de la nationalité chinoise
En 1908, Charignon sert la dynastie Qing en tant que consultant au ministère des Communications, avec le titre de Conseiller en communications.
En 1910, à l’âge de 38 ans, Charignon obtient la nationalité chinoise. Il devient ainsi l’un des premiers Européens et le premier Français naturalisé chinois. Il prend le nom de Sha Hai'Ang,.
Après de tels débuts, Charignon (alias Sha Hai'Ang) ambitionne de développer sa carrière. Ayant voyagé partout sur le terrain (en Chine du Sud, Chine centrale et au Nord de la Chine) et connaissant en détail la géographie des zones inspectées de par son travail, il écrit le Plan ferroviaire de la Chine dans le livre Les Chemins de fer chinois : Un programme pour leur développement qui lui vaut en 1916 la médaille d’argent de la Société de géographie (prix Eugène-Potron). Il tient, dans ce livre, un discours franc et sans détour, quitte à violer certains tabous de l’ordre établi.
Cependant, bien qu’ayant travaillé longtemps au ministère, beaucoup de ses idées et propositions ne peuvent être réalisées par le gouvernement chinois. Charignon (alias Sha Hai'Ang), déçu par ces échecs ainsi que par la lenteur des relations bureaucratiques se met à collectionner des livres et à rassembler des documents afin de se concentrer sur l’écriture de son futur grand ouvrage, c’est-à-dire sa nouvelle traduction et annotation du livre sur Marco Polo[réf. nécessaire].

### Durant la Première Guerre mondiale
En 1914, au déclenchement de la Première Guerre mondiale, Charignon a 42 ans. Il est lieutenant de réserve du 4e Régiment d’artillerie coloniale française.

À cette époque, la Chine est encore alliée de l’Allemagne et donc ennemie de la France. Malgré son âge et sa famille en Chine et en dépit de sa nouvelle nationalité chinoise, il démissionne de toutes ses fonctions en Chine afin de rejoindre sa mère-patrie entrée en guerre ; il déclara à ce propos : « Ce n’est pas parce qu’on prend pour épouse – la Chine – qu’on doit oublier sa mère – la France. »[réf. nécessaire].
Affecté au 2e Régiment d’artillerie lourde, il combat avec la Force expéditionnaire française de Turquie et participe à la campagne dite de Gallipoli ou des Dardanelles qui vit les troupes turques opposer une résistance opiniâtre aux forces alliées et causa jusqu’à 250 000 victimes côté alliés (dont près de 47 000 côté français)[réf. nécessaire].
Rentré en France, il combat dans les tranchées, participant entre autres aux campagnes de Verdun et du Chemin des dames. Il est alors exposé aux gaz asphyxiants et restera handicapé jusqu’à la fin de sa vie. Il se distingue avec éclat et sa conduite lui valut de recevoir la Croix de Guerre et d’être nommé Chevalier de la Légion d'honneur.
Une fois la Grande Guerre terminée, Joseph Charignon continue de servir la France en tant que chef d’escadron d’artillerie en Union soviétique, en Sibérie. Là, à la suite de la révolution d'Octobre, les forces britanniques et françaises, dirigées par le général Janin, sont associées aux forces de l’Armée blanche de l’Amiral Koltchak. Cette campagne se solde en 1919 par une cuisante défaite à Omsk[réf. nécessaire].

### Retour en Chine – Période intellectuelle
En 1920, Charignon (alias Sha Hai'Ang) est de retour en Chine, à Pékin. Il s’installe dans une propriété du district de Daxing (en périphérie de Pékin) qu’il nomme « La Porte Maillot » en souvenir de sa jeunesse parisienne. En raison de sa mauvaise santé, résultat des gaz asphyxiants reçus dans les tranchées, il démissionne de son poste au gouvernement, pour consacrer son temps libre à l’étude de l’histoire chinoise et de la géographie[réf. nécessaire].
Charignon (alias Sha Hai'Ang) s’intéresse d’abord particulièrement à l’histoire des échanges culturels chinois et étrangers. Il se focalise ensuite résolument sur l’étude des voyages de Marco Polo à partir d’une compilation des auteurs et critiques, aussi bien britanniques que français, de ce récit de voyage. Il réalise ainsi une importante édition en français moderne du Livre de Marco enrichie d'un savant commentaire, notamment sur les lieux chinois mentionnés dans le livre. Cet ouvrage, intitulé Le Livre de Marco Polo, citoyen de Venise, est  aussitôt traduit en chinois par la presse commerciale. Il lui vaut la Médaille d’or de la Société de géographie de Paris et la reconnaissance de nombreuses personnalités du monde de la culture chinoise. Ainsi, l’ancien professeur de l'université catholique Fu-Jen et traducteur en chinois du Livre de Marco Polo, Zhang Xing a déclaré qu'« il convient de noter qu’en comparaison avec les éditions françaises et britanniques précédentes, cet ouvrage est tout à fait unique de par ses annotations personnelles, même s’il a occasionnellement omis d’expliquer certains points ». En 1923, dans le Journal de géographie en Chine, Zhang Xing publie un article introductif au Livre de Marco Polo dans lequel il décrit Sha Hai'Ang comme un « vrai camarade chinois avec qui il s’est immédiatement établi un contact épistolaire ». Les deux hommes auront une collaboration commune durant 8 ans. 

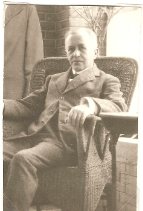
Dans sa propriété de la Porte Maillot (Chine) en 1929.

Charignon (alias Sha Hai'Ang) étudie ensuite les récits des voyages de Fernao Mendes Pinto, un pirate, explorateur et écrivain portugais de l’époque de la dynastie Ming qui voyagea à travers toute la Chine autant que le fit Marco Polo pendant la dynastie Yuan. Il effectue des recherches, annote ce livre et en publie un nouveau sous le titre À propos des Voyages Aventureux de Fernand Mendes Pinto. Ce livre est extrêmement rare : il n’en existe pas de traduction en anglais ni en allemand et le texte français avec les propres annotations de Charignon est particulièrement difficile à trouver[réf. nécessaire].
Il n'a pas le temps de finir son travail de notes car il subit une hémorragie cérébrale et meurt le 17 août 1930 à l'hôpital français de Pékin, à l’âge de 58 ans. C’est sa belle-sœur, Marie Médard, qui complètera ces travaux en son nom[réf. nécessaire].
Il est inhumé au cimetière de Chala (Pékin) après un service funèbre célébré le 19 août en l’église Saint-Michel de Pékin[réf. nécessaire].
Joseph Charignon a profité de sa longue présence en Chine pour maîtriser la langue du pays et a même enseigné l'histoire de France à l’université de Pékin. Son attitude sérieuse de chercheur et collectionneur de livres l’a fait remarquer par de nombreux savants chinois[Lesquels ?][réf. nécessaire]. Il a de plus constitué une importante collection de livres portant sur les civilisations d’Extrême-Orient en général et sur la Chine en particulier (abordant des sujets variés comme l’histoire, la géographie, le patrimoine culturel, l’éthique, la philosophie ou encore les religions). L’ensemble de cette bibliothèque a été rachetée par le gouvernement chinois qui la conserve à Pékin à l’Académie chinoise des sciences sociales en 2012[réf. nécessaire].

## Famille
- Sa femme Louise Médard (Fuzhou, 17 août 1873 - 5 mars 1967). Il se marient le 15 juillet 1907 à Shanghaï.
- Son beau-père Léon Médard. Venu en Chine en 1868 avec la Mission Giquel, il s’était ensuite installé en Chine et était professeur à l’Arsenal de Fuzhou.
- Sa belle-mère Lona Wang est la fille d’un mandarin mandchou exilé en Chine dans la province de Fujian.
- Sa belle-sœur Marie Médard (Fuzhou, 21 janvier 1871 - Pékin, 20 octobre 1957) reprit une partie des travaux de Sha HaiAng après sa mort.
- Sa fille Marie Louise dite Lily Charignon (Pékin, 27 juin 1908 – Paris, 2 avril 1997). Elle épousa en 1928 le diplomate français Armand Gandon (1901-1998) dont elle divorça finalement en 1949. Elle travailla à l’ambassade de France en tant qu’interprète pour la culture chinoise avant de travailler à l’UNESCO.

## Reconnaissances
Militaires
- Chevalier de la Légion d'honneur
- Croix de guerre 1914-1918
- Officier de l'Épi d'or de Chine

Littéraires
- Prix Eugène-Potron pour Les Chemins de fer chinois : un programme pour leur développement
- Prix Louise-Bourbonneau pour Le livre de Marco Polo